# 艾蜜莉的日本頭家
『艾蜜莉的日本頭家』（Stupeur et Tremblements）是比利時女作家艾蜜莉·諾彤所著的小說，1999年出版，同年獲得法蘭西學院小說大獎。2003年，改編成電影。

## 概要
小說源自作者在日本的就業體驗，描述身為白人女性的主人公，在日本的架空大企業中遭受各種不合理的對待。

## 脚注
1. ↑  畏れ慄いて
2. ↑  電影- 艾蜜莉的日本頭家Fear and Trembling

## 外部連結
- 電影- 艾蜜莉的日本頭家Fear and Trembling